# Дніпропетровський науково-дослідний інститут судових експертиз
Дніпропетровський науково-дослідний інститут судових експертиз (ДніпроНДІСЕ) — одна з провідних державних експертних установ України.
Щорічно інститут виконує десятки тисяч судових експертиз, бере участь у створенні належної доказової бази, надає висококваліфіковану експертну допомогу правоохоронним органам, судам усіх рівнів, органам місцевої влади та громадянам.

## Сторінки історії
Інститут розпочав свою діяльність у 1993 році як Дніпропетровське відділення Харківського науково-дослідного інституту судових експертиз ім. М. С. Бокаріуса.
Із сучасною назвою Інститут заснований у 2002 році згідно Розпорядження Кабінету Міністрів України від 14 червня 2002 року № 341-р.

## Діяльність Інституту
Зоною обслуговування ДНДІСЕ є Дніпропетровська та Запорізька області.
Напрямки діяльності Інституту:
- проведення судових експертиз, призначених у кримінальних провадженнях, цивільних, господарських, адміністративних справах, справах про адміністративні правопорушення, виконавчих провадженнях;
- наукова робота в галузі судової експертизи і криміналістики і впровадження її результатів в експертну, слідчу і судову практику;
- проведення експертних досліджень при вирішенні питань, що виходять за рамки судочинства із застосуванням засобів і методів судової експертизи, результати яких оформлюються як висновки експертних досліджень;
- підготовка фахівців у галузі судової експертизи і підвищення кваліфікації експертних кадрів;
- науково-інформаційна і методична діяльність.

### Структура Інституту

#### Лабораторії Інституту
1. Лабораторія криміналістичних досліджень
- почеркознавча (за експертною спеціальністю 1.1 «Дослідження почерку та підписів»);
- технічна експертиза документів (за експертними спеціальностями 2.1 «Дослідження реквізитів документів», 2.3 «Дослідження друкарських форм та інших засобів виготовлення документів»);
- трасологічна (за експертними спеціальностями 4.2 «Дослідження знарядь, агрегатів, інструментів і залишених ними слідів, ідентифікація цілого за частинами» 4.3 «Криміналістичне дослідження транспортних засобів», 4.4 «Дослідження ідентифікаційних номерів та рельєфних знаків»);
- хімічна (за експертними спеціальностями 8.7 «Дослідження спиртовмісних сумішей», 8.11 «Дослідження речовин хімічних виробництв та спеціальних хімічних речовин»).

2. Лабораторія інженерно-технічних досліджень
- інженерно-транспортна (за експертними спеціальностями 10.1 «Дослідження обставин і механізму дорожньо-транспортних пригод», 10.2 «Дослідження технічного стану транспортних засобів», 10.4 «Транспортно — трасологічні дослідження»);
- безпеки життєдіяльності (за експертною спеціальністю 10.5 «Дослідження причин та наслідків порушення вимог безпеки життєдіяльності та охорони праці»);
- будівельно-технічна (за експертною спеціальністю 10.6 «Дослідження об'єктів нерухомості, будівельних матеріалів, конструкцій та відповідних документів»);
- земельно-технічна (за експертною спеціальністю 10.7 «Розподіл земель та визначення порядку користування земельними ділянками»);
- оціночно-будівельна (за експертною спеціальністю 10.10 «Визначення оціночної вартості будівельних об'єктів та споруд»);
- пожежно-технічна (за експертною спеціальністю 10.8 «Дослідження обставин виникнення і поширення пожеж та дотримання вимог пожежної безпеки»);
- гірничотехнічна (за експертною спеціальністю 10.15 «Дослідження причин та наслідків надзвичайних подій у гірничій промисловості та в підземних умовах»).

3. Лабораторія економічних, товарознавчих та автотоварознавчих досліджень
- економічна (за експертними спеціальностями 11.1 «Дослідження документів бухгалтерського, податкового обліку і звітності», 11.2 «Дослідження документів про економічну діяльність підприємств і організацій», 11.3 «Дослідження документів фінансово-кредитних операцій»);
- товарознавча та автотоварознавча (за експертними спеціальностями 12.1 «Визначення вартості машин, обладнання, сировини та товарів народного споживання» та 12.2 «Визначення вартості колісних транспортних засобів та розміру збитку, завданого власнику транспортного засобу»).

#### Запорізьке відділення
У складі ДНДІСЕ 5 липня 2012 р. утворено Запорізьке відділення Дніпропетровського науково-дослідного інституту судових експертиз. Відділення створено у зв'язку із постійним збільшенням призначених експертиз судовими та правоохоронними органами, а також відсутністю у Запорізькій області спеціалізованої експертної установи, що призводить до тяганини під час досудового розслідування та судового розгляду справ.
- почеркознавча (за експертною спеціальністю 1.1 «Дослідження почерку та підписів»);
- технічна експертиза документів (за експертними спеціальностями 2.1 «Дослідження реквізитів документів», 2.3 «Дослідження друкарських форм та інших засобів виготовлення документів»);
- трасологічна (за експертною спеціальністю 4.2 «Дослідження знарядь, агрегатів, інструментів і залишених ними слідів, ідентифікація цілого за частинами»);
- інженерно-транспортна (за експертними спеціальностями 10.1 «Дослідження обставин і механізму дорожньо-транспортних пригод», 10.4 «Транспортно — трасологічні дослідження»);
- будівельно-технічна (за експертною спеціальністю 10.6 «Дослідження об'єктів нерухомості, будівельних матеріалів, конструкцій та відповідних документів»);
- земельно-технічна (за експертною спеціальністю 10.7 «Розподіл земель та визначення порядку користування земельними ділянками»);
- оціночно-будівельна (за експертною спеціальністю 10.10 «Визначення оціночної вартості будівельних об'єктів та споруд»);
- економічна (за експертною спеціальністю 11.1 «Дослідження документів бухгалтерського, податкового обліку і звітності»)[4].

## Контактна інформація
Дніпропетровський науково-дослідний інститут судових експертиз Міністерства юстиції України
Поштова адреса: 49000, м. Дніпро, Січеславська Набережна, 17, офіс 801
Директор: Порошин Дмитро Юрійович.